# Schoost
Schoost ist ein Stadtteil von Schortens im Landkreis Friesland in Niedersachsen.

## Lage
Schoost liegt im Jeverland auf der ostfriesischen Halbinsel, am Rand der Marsch. Wie Accum liegt es auf einer in die Marsch hereinragenden Geestzunge der oldenburgisch-ostfriesischen Geest, zwischen denen es früher ausgedehnte Moor- und Heidegebiete gab.

## Geschichte
Schoost ist eine alte Eschsiedlung und wurde bereits 1124 in einer Bestätigungsurkunde als Besitz des Klosters Rastede unter dem Namen Scohorst erstmals erwähnt. Der Name setzt sich aus dem Friesischen sco für Wald und horst für flutfreie Kuppe in der Marsch zusammen.
1587 gab es hier acht Bauernhöfe. 1886 wurde die Chaussee von Dose über Schoost nach Schortens gebaut und durch die Flurbereinigung erhielt Schoost seinen heutigen Charakter.
1999 feierte der kleinste Schortenser Ortsteil seinen 875. Geburtstag.